# Shainah Joseph
Shainah Joseph (Ottawa, 15 maggio 1995) è una pallavolista canadese, opposto delle Orlando Valkyries.

## Carriera

### Club
La carriera di Shainah Joseph inizia a livello giovanile col Maverick di Ottawa; parallelamente gioca a livello scolastico per la ÉSC Franco-Cité. Concluse le scuole superiori si trasferisce negli Stati Uniti d'America, dove gioca per la Florida nella NCAA Division I dal 2013 al 2017: salta il torneo del 2015, mentre nel suo ultimo anno raggiunge la finale nazionale, ricevendo anche qualche riconoscimento individuale.
Nel gennaio 2018 firma il suo primo contratto professionistico per la seconda metà dell'annata con la formazione bulgara del Marica, impegnata in Superliga. In seguito gioca nella Taipei Cinese in Top Volleyball League con il Top Speed e poi nelle Filippine, dove prende parte alla PSL Grand Prix Conference 2020 con il Sta. Lucia. 
Per il campionato 2020-21 approda in Giappone, dove partecipa alla V.League Division 1 con le Saitama Ageo Medics, mentre in quello successivo è al Vandœuvre Nancy, nella Ligue A francese, dove resta anche nell'annata 2022-23, ma indossando la maglia del Marcq-en-Barœul. In seguito partecipa alla Pro Volleyball Federation 2024 con le Orlando Valkyries.

### Nazionale
Debutta nella nazionale canadese in occasione della Coppa panamericana 2015, torneo nel quale conquista la medaglia di bronzo nel 2018, seguita da quella d'oro alla Volleyball Challenger Cup 2019 e dal bronzo alla NORCECA Champions Cup 2019 e al campionato nordamericano 2019. Nel 2023 arriva il bronzo al campionato nordamericano.

## Palmarès

### Nazionale (competizioni minori)
- Coppa panamericana 2018
- Volleyball Challenger Cup 2019
- NORCECA Champions Cup 2019

### Premi individuali
- 2017 - All-America Second Team
- 2017 - NCAA Division I: Gainesville Regional MVP